# 이명호 (EBS 성우)
이명호(1959년 1월 6일 ~ )는 대한민국의 성우이다. 1982년 EBS 5기 공채 성우로 데뷔하였다.

## 주요 작품

### 애니메이션
- 신밧드의 모험 (EBS)
- 믹과 맥의 축구이야기 (EBS)
- 심슨 가족 (EBS)
- 아빠비버의 옛날 이야기 (EBS)

### 영화
- 공주는 못말려 (SBS) - 이시벨 왕자(얀 크라우스) / 점쟁이(에랄도 투라)
- 성룡의 홍번구 (SBS)
- 쟈니 핸섬 (SBS)

### 드라마
- 영웅시대 (MBC)
- 부부클리닉 사랑과 전쟁 (KBS2)
- 소설 목민심서 (KBS2)